# Lucius Calpurnius Piso (Konsul 1 v. Chr.)
Lucius Calpurnius Piso († 24 n. Chr.) war ein römischer Konsul und Politiker der frühen Kaiserzeit.

## Leben
Lucius Calpurnius Piso war ein Sohn des Suffektkonsuls von 23 v. Chr., Gnaeus Calpurnius Piso, und Bruder des Konsuls von 7 v. Chr., der ebenfalls Gnaeus Calpurnius Piso hieß. Er entstammte einer der bedeutendsten Familien der römischen Nobilität, die bereits in republikanischer Zeit von großem politischen Einfluss gewesen war und mehrere Konsulate bekleidet hatte. Ursprünglich Plebejer, wurde sie in der Kaiserzeit patrizisch. Unter dem Prinzipat der julisch-claudischen Dynastie stieg ihr Einfluss noch, auch wenn mehrere Angehörige der Calpurnier wegen Hochverrats angeklagt wurden und ihr Leben verloren.
Piso durchlief die übliche Ämterlaufbahn und wurde zusammen mit Cossus Cornelius Lentulus im Jahre 1 v. Chr. ordentlicher Konsul. Als Prokonsul von Asia amtierte er um 6 n. Chr. Neben den politischen Ämtern übte er auch das Amt eines Augurs aus, war also dafür zuständig, durch Vogelbeobachtung den Willen der Götter zu ermitteln. Wegen der Verwechslungsgefahr mit seinem gleichnamigen Vetter, der Pontifex war, führte er zusätzlich den Beinamen Augur, während sein Vetter den Beinamen Pontifex erhielt.
Im Senat trat Piso als Vertreter altrömischer Strenge und Rechtlichkeit auf. So wetterte er 16 n. Chr. in einer großen Rede gegen die immer mehr um sich greifende Ämtererschleichung und Bestechlichkeit der Senatsoligarchie. Deshalb wollte er Rom verlassen, ließ sich aber von Kaiser Tiberius und den Bitten seiner Verwandten umstimmen. Bald darauf verklagte er Urgulania, die mächtige Freundin der verwitweten Kaiserin Livia, und ließ sich dabei weder von der beleidigten Livia noch von Tiberius von der Klage abhalten, bis er seine Ansprüche durchgesetzt hatte.
Im Jahre 20 n. Chr. übernahm Lucius Calpurnius Piso die Verteidigung seines wegen crimen laesae maiestatis angeklagten Bruders Gnaeus, der für den Tod des designierten Thronerben Germanicus verantwortlich gemacht wurde. Nach dem Selbstmord seines Bruders blieb er zunächst unbehelligt, wurde dann aber im Jahre 24 n. Chr. von Quintus Granius der Majestätsverletzung beschuldigt. Er starb aber noch vor der Eröffnung der Verhandlung seines Falles vor dem Senat.